# مارکو باسارا
مارکو باسارا (به صربی: Марко Бaсapa) (زاده ۲۷ ژوئیه ۱۹۸۴ در بلگراد، یوگسلاوی) بازیکن فوتبال اهل صربستان است که در پست هافبک بازی می‌کند.